# Horisme emarginata
Horisme emarginata är en fjärilsart som beskrevs av Walker 1863. Horisme emarginata ingår i släktet Horisme och familjen mätare. Inga underarter finns listade i Catalogue of Life.